# 613 (szám)
A 613 (római számmal: DCXIII) egy természetes szám, prímszám.

## A szám a matematikában
A tízes számrendszerbeli 613-as a kettes számrendszerben 1001100101, a nyolcas számrendszerben 1145, a tizenhatos számrendszerben 265 alakban írható fel.
A 613 páratlan szám, prímszám. Normálalakban a 6,13 · 102 szorzattal írható fel.
Pillai-prím.
A 613 négyzete 375 769, köbe 230 346 397, négyzetgyöke 24,75884, köbgyöke 8,49481, reciproka 0,0016313. A 613 egység sugarú kör kerülete 3851,59259 egység, területe 1 180 513,130 területegység; a 613 egység sugarú gömb térfogata 964 872 731,5 térfogategység.
A 613 helyen az Euler-függvény helyettesítési értéke 612, a Möbius-függvényé −1.